# Herman Saftleven II
Herman Saftleven II, o Zachtleven (Rotterdam, 1609 – Utrecht, 5 gennaio 1685), è stato un pittore, incisore, disegnatore e illustratore del secolo d'oro olandese.

## Biografia

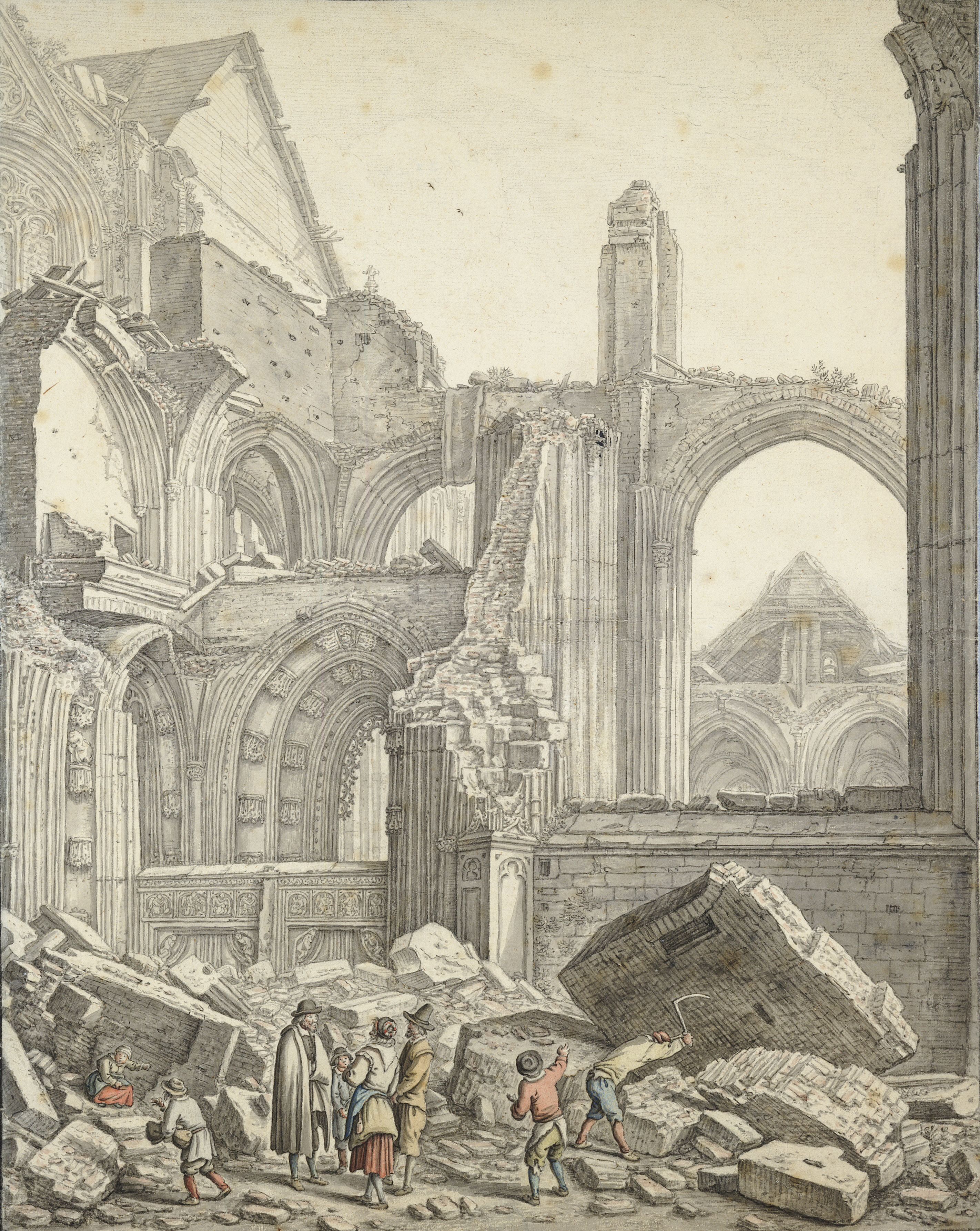
La cattedrale di Utrecht in rovina

Nacque in una famiglia di artisti: sia il padre Herman, che fu il suo primo maestro, che i fratelli Cornelis e Abraham erano pittori. Probabilmente studiò anche presso Jan van Goyen.
I primi dipinti di quest'autore, di cui si abbia notizia, furono eseguiti nel 1630 durante il suo apprendistato a Rotterdam. Prima di tale anno si conoscono solo incisioni riproducenti paesaggi con pastori e greggi, che mostrano l'influenza di Willem Buytewech.
Nel 1632 Saftleven si stabilì a Utrecht, dove si sposò nel 1633 con Anna van Vliet, da cui ebbe due figli, Dirck (m. 1679) e Herman (m. prima del 1685), e due figlie, Sara (sposatasi nel 1671 con Jacob Adriaenszoon Broers) e Levina (moglie di Paul Dalbach). Negli anni immediatamente seguenti collaborò col fratello Cornelis a dipinti di interni di granai, un soggetto che in seguito diverrà una sua specialità.
Nel 1635 contribuì a decorare il palazzo di Honselaersdijck del principe Federico Enrico d'Orange, a sud de L'Aia.

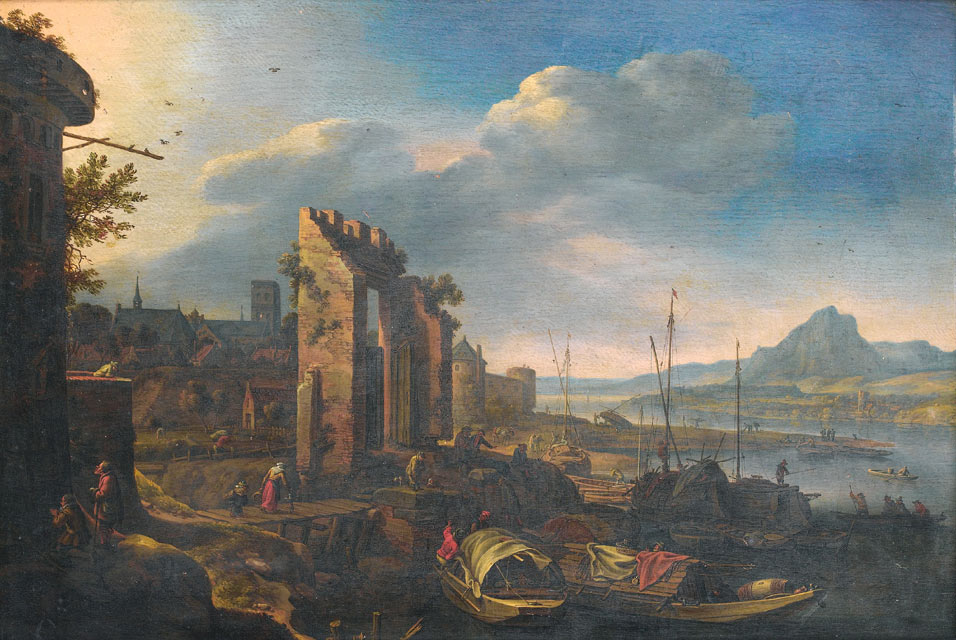
Un paesaggio dipinto da Herman Saftleven II

Dipinse paesaggi italiani nel cui stile si nota l'influenza di Cornelis van Poelenburch, ma, dal 1645, Saftleven abbandonò questa maniera per dedicarsi alla riproduzione di panorami olandesi, probabilmente indotto dalla visita nel 1644 nella provincia orientale olandese di Gheldria.
A partire dal 1639 abitò ad Achter Sint Pieter al numero 7 nel cuore di Utrecht.
Intorno al 1650 Saftleven viaggiò in Germania, dove eseguì numerosi schizzi a partire dai quali dipinse vedute panoramiche dei fiumi Reno e Mosella, eseguite in una particolare tonalità di blu, e per le quali è principalmente noto. Oltre a paesaggi topograficamente accurati della regione del Reno, rappresentò vedute immaginarie, che risentono dell'influenza degl'aspri paesaggi montuosi fittizi di Roelant Savery, e paesaggi boscosi alla maniera di Alexander Keirinckx e Jan Both. A quei tempi i viaggi erano piuttosto difficoltosi e i dipinti e le stampe di paesaggi permettevano alle persone di evocare terre remote ed esotiche.
Nel 1659 divenne cittadino di Utrecht. Eseguì parecchi disegni e incisioni di viste della sua città adottiva, tra cui le Veduta panoramica di Utrecht (1648 e 1669). Fece parte della locale Corporazione di San Luca, che servì parecchie volte come vicecapo e decano. Nel 1662 combinò la vendita di parte della collezione del Conte di Arundel a Utrecht.
Nel 1664 un uragano distrusse la città. In occasione di questo tragico evento Saftleven eseguì parecchi schizzi di molte case e vie devastate. Intorno al 1682 vendette al comune una serie di ventidue disegni raffigurante le chiese di Utrecht prima della distruzione del 1664.
Tra il 1680 e il 1684 la botanica e collezionista Agnes Block gli commissionò di disegnare fiori e piante della sua tenuta Vijverhof, situata sul fiume Vecht, presso Utrecht.
Sono giunti ai giorni nostri oltre 1200 disegni di paesaggi di quest'autore, in gran parte composizioni su larga scala per collezionisti, come i trentasette fogli prodotti per l'Atlante van der Hem, predisposto dall'avvocato di Amsterdam Laurens van der Hem dal 1663 al 1666. Inoltre Saftleven eseguì disegni precisi delle zone intorno a Utrecht e lungo il Reno.
Oltre a questo genere di pittura eseguì anche studi di figure come ad esempio Giovane pastore appoggiato al suo bastone, in cui l'artista enfatizza il gioco di luci e ombre sul corpo del ragazzo.
Subì l'influenza di Adriaen Brouwer.
Fu anche attivo come incisore e acquafortista. Oltre alle prime incisioni datate a partire dal 1627, Saftleven completò una serie di paesaggi intorno al 1640 e poi, dal 1644, eseguì incisioni di paesaggi italiani nello stile di Jan Both. Jan van Almeloveen e Jan van Aken, che lavorarono alcune volte per Saftleven, emularono le sue stampe di paesaggi.
Durante la sua vita, fu uno degli artisti più conosciuti in Olanda. Dopo la sua morte e fino al XIX secolo le sue opere furono molto ricercate e frequentemente copiate, ad esempio da Jan Griffier I, le cui copie furono spesso scambiate per originali di Saftleven.
Fra i suoi allievi vi furono i fratelli Jan e Willem van Bemmel e Jan van Bunnick.
Influenzò parecchi pittori tedeschi del XVIII secolo, come Johann Christian Vollerdt, Christian Hilfgott Brand, Johann Christian Brand, Christian Georg Schütz e il nipote di quest'ultimo, Christian Georg Schütz II.

## Opere

### Dipinti
- Paesaggio con pastori che suonano, olio su tavola, 37 x 50 cm, collezione privata, 1630[3]
- Interno di un granaio, olio su tavola di quercia, 44 x 37 cm, collezione privata, 1634 c.[8]
- Interno di una capanna di contadini, olio su tavola, 42 x 60 cm, Museo dell'Ermitage, San Pietroburgo, 1634-1637[9]
- Veduta di costa mediterranea, olio su tavola, 37 x 49 cm, collezione privata, 1641-1643[10]
- Veduta panoramica della valle di un fiume, olio su tavola, 36,5 x 54 cm, firmato con le iniziali in basso a destra, 1642[11]
- Paesaggio roccioso con viaggiatori su un sentiero e contadini presso un lago, olio su tela, 116,2 x 91,5 cm, firmato e datato HSL 1643 in basso a sinistra, 1643[4]
- Paesaggio con fiume e viaggiatori fermi presso un laghetto, olio su tela, 73,6 x 94 cm, firmato, 1646[12]
- Paesaggio con viaggiatori, olio su tavola, 40,6 x 49,9 cm, firmato, 1647[13]
- Paesaggio montuoso con figure, gesso nero e acquerello marrone, 23,65 x 27,94 cm, 1648-1652[14]
- Giovane pastore appoggiato al suo bastone, gesso nero e acquerello marrone, 27,46 x 18,57 cm, 1650 c.[15]
- Veduta fantastica della regione del Reno, olio su tela, collezione privata, 1650[16]
- Ampio paesaggio sul fiume Reno, olio su tavola di quercia, 23 x 32 cm, collezione privata, 1664[17]
- Paesaggio sul fiume Reno - Capriccio, olio su tavola, 29 x 36 cm, collezione privata, 1676[18]
- Cacciatore dormiente sul fianco di una collina, olio su tela, Abrams collection, Boston[19]
- Paesaggio montuoso con figure, gesso nero e Acquerello marrone, 179 x 290 cm[20]
- Paesaggio con pastori e mandria, 56,5 x 86,4 cm[21]

### Incisioni
- Serie di nove stampe con diverse figure d'uomini e donne, firmate con le iniziali, 1647[22]
- Serie di sei stampe di paesaggi in larghezza, firmate con le iniziali, 1640-1646[22]
- Paesaggio fluviale, firmata con le iniziali in basso a sinistra, 1667[22]
- L'aratore[22]
- I due battelli, firmata con le iniziali in basso a sinistra, 1667[22]
- La casa ai piedi della roccia[22]
- Serie di quattro stampe rappresentanti le quattro stagioni, firmate con H.Saftleven invent. et sculpsit. Anno 1650, 1650[22]
- Il contadino a riposo, firmata con le iniziali in basso a destra, 1646[22]
- Il bosco, firmata con H.Saft-leven, 1644[22]
- Il grande albero, firmata con le iniziali in basso a sinistra, 1647[22]
- La porta delle donne bianche (porta di Utrecht), firmata in basso a destra, 1646[22]
- Veduta della città di Utrecht, in tre fogli, firmata in basso a sinistra, 1648[22]
- Veduta della città di Utrecht, in quattro fogli, firmata in basso a destra Herman Saftleven inve. sculp. et excud., 1669[22]